# 아시아큰거북
아시아큰거북(학명: Heosemys grandis)은 돌거북과 아시아큰거북속에 속하는 중대형 민물 파충류의 일종이다. 베트남·라오스·캄보디아·말레이시아·미얀마 등 동남아시아의 강변 지대 및 습지에 서식한다. 피부는 회색빛이고, 등딱지는 검은색·갈색 등 어두운 빛을 띠며, 딱지 균열은 노란빛을 띤다. 서식지의 파괴 및 고기, 등딱지를 얻기 위한 밀렵 등의 요인으로 개체 수가 줄어들고 있다.